# Charles Joseph de Flahaut
Auguste Charles Joseph de Flahaut de La Billarderie (Parigi, 21 aprile 1785 – Parigi, 2 settembre 1870) è stato un nobile, generale e statista francese, conte de Flahaut de La Billarderie.
Fu l'amante della figliastra di Napoleone, Hortense de Beauharnais, regina d'Olanda, da cui ebbe un figlio illegittimo, Charles Auguste Louis Joseph de Morny, conosciuto in seguito come Duca de Morny.

## Biografia

### Infanzia ed esilio
Nacque a Parigi, figlio di Talleyrand e di Adelaide Filleul, in seguito Madame de Souza-Botelho, moglie di Alexandre Sébastien de Flahaut de La Billarderie, conte di Flahaut de La Billarderie, decapitato ad Arras nel 1793, il quale lo riconobbe come proprio figlio. Sua madre lo portò con sé in esilio nel 1792 e rimasero all'estero fino al 1798.

### Carriera militare
Entrò nell'esercito come volontario nel 1800 e ricevette la sua provvigione dopo la battaglia di Marengo. Divenne aiutante di campo di Murat e fu ferito nella battaglia di Landbach nel 1805. A Varsavia incontrò Anna Poniatowska, contessa Potocka, con la quale divenne rapidamente intimo.
Dopo la battaglia di Friedland ricevette la Legion d'onore e ritornò a Parigi nel 1807. Servi in Spagna nel 1808 e in seguito in Germania.

### Relazione con Ortensia di Beauharnais
Nel frattempo la contessa Potocka si era stabilita a Parigi, ma Charles de Flahaut aveva ormai incominciato una liaison con Hortense de Beauharnais, regina d'Olanda. La nascita del loro figlio fu registrata a Parigi il 21 ottobre 1811 come Charles Auguste Louis Joseph Demorny, in seguito conosciuto come duca di Morny.

### Ultime campagne napoleoniche
Flahaut combatté con distinzione nella campagna di Russia del 1812 e nel 1813 diventò generale di brigata, aiutante di campo dell'imperatore, e, dopo la battaglia di Lipsia, generale di divisione.
Dopo l'abdicazione di Napoleone nel 1814 si sottomise al nuovo governo, ma fu iscritto nell'elenco dei pensionati nel mese di settembre. Fu assiduo nelle sue frequentazioni della regina Ortensia fino a che i Cento giorni non lo riportarono nuovamente nel servizio attivo.

### Carriera diplomatica

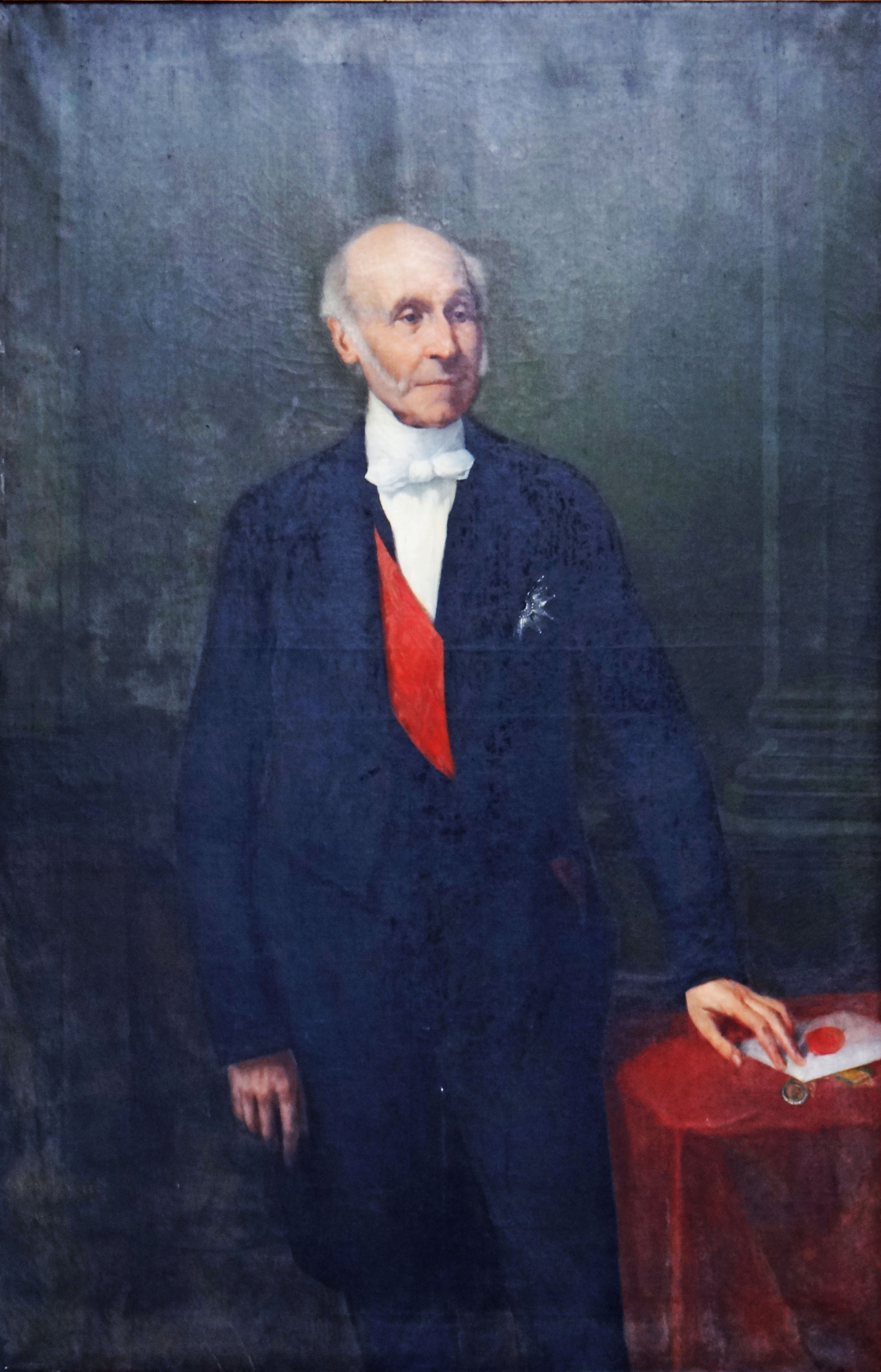
Charles Joseph, conte de Flahaut, in un ritratto del XIX secolo

Una missione a Vienna per assicurare il ritorno di Maria Luisa risultò fallimentare. Era presente a Waterloo e successivamente cercò di porre Napoleone II sul trono.
Fu salvato dall'esilio dall'influenza di Talleyrand, ma fu posto sotto sorveglianza della polizia. Scelse quindi di ritirarsi in Germania e poi in Gran Bretagna, dove sposò a Edimburgo il 20 giugno 1817 Margaret Mercer Elphinstone (1788-1867), figlia dell'ammiraglio George Elphinstone, e, dopo la morte di quest'ultimo, 2ª baronessa Keith per proprio diritto.
L'ambasciatore francese si oppose al matrimonio e Flahaut e rassegnò le dimissioni. Sua figlia maggiore Emily Jane sposò Henry Petty-FitzMaurice, 4º marchese di Lansdowne. Sua figlia minore Georgiana Gabrielle (m. 16 luglio 1907) sposò il 2 febbraio 1871 il marchese de Lavalette, che morì nel 1881.

### Ultimi anni e morte
I Flahaut ritornarono in Francia nel 1827 e, nel 1830, re Luigi Filippo diede al conte il grado di tenente generale e lo fece pari di Francia. Rimase strettamente connesso con la politica di Talleyrand e fu, per un breve periodo nel 1831, ambasciatore a Berlino.
Fu poi assegnato alla casa del duca d'Orléans e, nel 1841, fu inviato come ambasciatore a Vienna, dove rimase fino al 1848, quando fu congedato e si ritirò dall'esercito. Dopo il coup d'état del 1851, fu di nuovo impegnato attivamente e dal 1860 al 1862 fu ambasciatore alla corte di St James's. Morì a Parigi il 2 settembre 1870.

## Discendenza
Mentre si trovava in Gran Bretagna, il Conte de Flahaut sposò a Edimburgo il 20 giugno 1817 Lady Margaret Elphinstone (1788–1867), figlia dell'ammiraglio George Elphinstone, I visconte Keith; Lady Margaret successe, nel suo proprio diritto, come II Baronessa Keith nel 1823 e come VII Lady Nairne nel 1837.
Ebbero cinque figlie:
- Emily Jane de Flahaut (16 maggio 1819-25 giugno 1895),[4] sposò il 1 novembre 1843 Henry Petty-FitzMaurice, IV marchese di Lansdowne;
- Clémentine de Flahaut (29 aprile 1821-5 gennaio 1836), morì nubile;
- Georgiana Gabrielle de Flahaut (1822-16 luglio 1907), sposò il 2 febbraio 1871 Jean Charles Marie Félix, marchese di La Valletta[5] ;
- Adélaïde Joséphine Elisabeth de Flahaut (1824-3 aprile 1841), morì nubile;
- Sarah Sophie Louise de Flahaut (1825-10 giugno 1853), morì nubile.

Dalla relazione con Ortensia di Beauharnais, il Conte di Flahaut ebbe:
- Charles de Morny (1811–1865) che divenne in seguito Duca di Morny[6] e sposò Sophia Sergeyevna Trubetskaya, un principessa russa appartenente al Casato di Trubetskoy.

## Giudizio storico
Secondo il parere dell'autore di una biografia su de Flahaut nell'Encyclopædia Britannica (undicesima edizione):